# مانفريد بليولر
مانفريد بليولر (بالإنجليزية: Manfred Bleuler) (من مواليد 4 يناير 1903 - وتُوفي في 4 نوفمبر 1994) هو طبيب نفسي سويسري. كرّس مانفريد بليولر على خطى والده، المشرف على الدكتوراه، وزميله يوجين بليولر، حياته في المقام الأول لدراسة وعلاج الفصام. حصل بليولر على جائزة ستانلي دين في عام 1970 وجائزة مارسيل بينواست في عام 1972.

## سيرته الذاتية
درس بليولر الطب في جامعة زيوريخ وجامعة كيل وجامعة جنيف. تدرّب بليولر في كانتاناليس كرانكينهاوس، ليستال، ثم أمضى معظم فترته التدربية في مستشفى بوسطن للصحة النفسية، ومستشفى مدينة بوسطن ومستشفى بلومينغديل في نيويورك.تم تعيينه في عام 1933 كبير الأطباء في أقسام الطب النفسي في سانت بيرمينسبرغ، بفايرس، وعيادة الجامعة في بازل. أصبح بليولر في عام 1942 أستاذ الطب النفسي في جامعة زيوريخ ومدير عيادة الطب النفسي الجامعي في بوروزلي، حيث بقي حتى تقاعده في عام 1969.
حاز مانفريد بليولر على إشادة «يوجين بليولر»، حيث قدًم معلومات قيّمة عن خرف والده المبكر ومجموعة الفصام. ومع ذلك، ساهم بليولر نفسه إلى حد كبير في دراسة الاضطراب، وخاصة بعد ذلك موضوعات الفصام المتأخر، والمزمنة مقابل الفصام الحاد، وتقييم التكهن. ولعل الأهم من ذلك هو تقييم بليولر أولًا لتأثير المتغيرات البيئية على تطور ونتائج الفصام بالتفصيل. [3]

## أعماله المختارة
- بليولر، (1972) الاضطرابات النفسية الفصامية: في ضوء المرضى لفترات طويلة والتاريخ العائلي. نيويورك: مؤسسة الكتاب الطبي إنتركونتيننتال (الموزع الأمريكي).
- بليولر، M. & بليولر، R. (1986). الخرف المبكر أو مجموعة من الفصام: يوجين بليولر. المجلة البريطانية للطب النفسي. 149، 661-664.
- الطب النفسي والغدد الصماء. ثيم، 1954
- نشأة الفصام. هانز هيوبر، 1971
- الاضطرابات النفسية الفصامية. 1972
- اضطرابات الفصام: المريض على المدى الطويل والدراسات الأسرية. ييل ونيفرزيتي بريس، 1978 إيسبن 0-300-01663-8
- مساهمات في تدريس الفصام في مستشفى جامعة زيوريخ للطب النفسي برغولزلي (1902-1971). كتاب علمي، 1979 إيسبن 3-534-06761-4